# Sinan Pacha (amiral)
Pour les articles homonymes, voir Sinan (homonymie).
Sinanüddin Yusuf Pasha ou plus simplement Sinan Pasha (Croate : Sinan-paša) (mort le 21 décembre 1553) était Capitan pacha (Grand amiral de la flotte) de l'empire ottoman entre 1550 et 1553, sous le règne de Soliman le Magnifique. D'origine croate, il précède à ce rang Piyale Pacha. Il est également frère du Grand Vizir Rüstem Pacha.
Sinan Pasha et Dragut menèrent de concert de nombreux raids en Méditerranée, notamment sur les côtes d'Italie et d'Afrique du Nord, comme l'invasion de Gozo en 1551.